# Bora (missile)
Pour les articles homonymes, voir Bora (homonymie).
Le Bora, ou Khan (orthographié localement Kaan) pour son nom international, est un missile balistique tactique turc. Il a été présenté pour la première fois en 2017. Produit localement par Roketsan, il est le résultat d'un transfert de technologie : le missile est chinois (missile M20) et le véhicule est biélorusse (MZKT-7909). Il est avant tout destiné à l'armée turque mais ouvert aussi à l'exportation. Une version améliorée, appelée Bora-2, est en cours de développement.